# Годзя
Годзя иногда годзь — традиционное блюдо украинской кухни, распространённое, прежде всего, в Винницкой области, где оно известно с XVIII в.
Обычно это густое блюдо, ввиду чего некоторые специалисты рассматривают её как своеобразное жидкое овощное рагу, другие называют борщом без свеклы. Особенно распространена в подольской части Винницкой области. До сих пор часто встречается в сельской местности. Обычно за один раз варится 4-5 литров годзи.
Основные ингредиенты: картофель, капуста, лук, морковь, фасоль, соленые огурцы. Дополнительные ингредиенты могут варьироваться: мясо, грибы, сельдерей, красная капуста, томаты, перец. Для приготовления топили печь, где годзя понемногу доходила всю ночь. Считается, что годзя на следующий день становится вкуснее.
Самой распространенной является годзя, сваренная на мясных ребрах. Это густое горячее блюдо с подчерёвком и ребрами, пятью овощами и солеными огурцами. Впрочем, существует также постная годзя, популярная в селах Немировского района.

## Приготовление
Мясо обжаривается, тушится с измельченным луком и тёртой морковью. К мясу добавляются измельчённые овощи, отварная фасоль. Ингредиенты складываются в казан, добавляется бульон, блюдо тушится в печи или духовке до готовности.
Постная годзя: в большой горшок выкладывают слоями отваренную фасоль, нарезанные кубиками соленые огурцы, картофель, жареный лук с морковью, доводят до кипения, тушат минут 15, добавляют томатную пасту, свежую капусту выкладывают сверху. Блюдо доводят до готовности в печи или духовке, а не перемешивают. Капуста должна быть немного хрустящая.
Годзю подают на стол в той посуде, в которой она готовилась. К блюду прилагается сметана, много рубленой зелени. Также под годзю употребляют острый перец или чеснок.

## Традиции
Годзя — обязательное блюдо на поминальном и свадебном обедах. На свадьбе годзю варят на второй день. Блюдо обычно для осени. Подается также во время Рождества, в Сочельник.